# 圣艾蒂安勒洛
圣艾蒂安勒洛（法語：Saint-Étienne-le-Laus，法語發音：[sɛ̃t‿etjɛn lə lo]）是法国上阿尔卑斯省的一个市镇，属于加普区。

## 地理
圣艾蒂安勒洛（44°30'8"N, 6°9'44"E）面积8.66 平方千米，位于法国普罗旺斯-阿尔卑斯-蓝色海岸大区上阿尔卑斯省，该省份为法国东南部内陆省份，北起萨瓦省，西北接伊泽尔省，西南接德龙省，南至上普罗旺斯阿尔卑斯省，东北部与意大利接壤。
与圣艾蒂安勒洛接壤的市镇（或旧市镇、城区）包括：阿旺松、旧拉巴蒂、雅尔热、朗博、勒莫隆、泰于、瓦尔塞尔。
圣艾蒂安勒洛的时区为UTC+01:00、UTC+02:00（夏令时）。

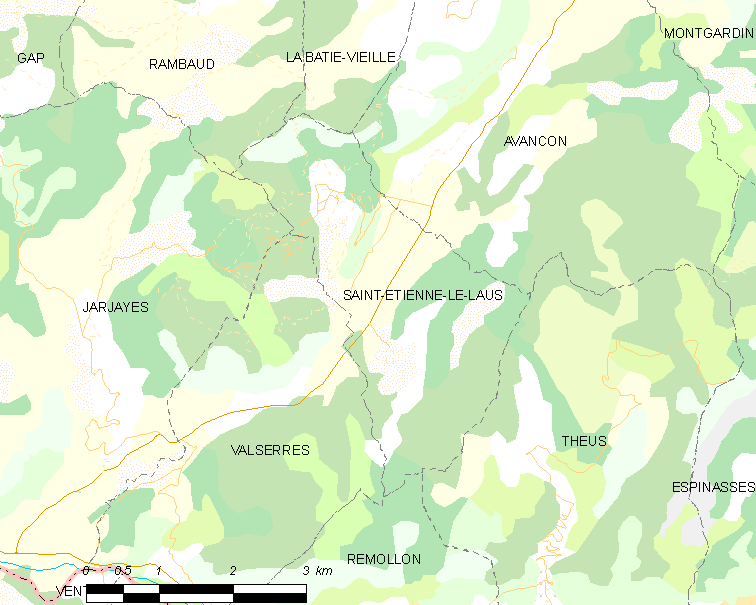
圣艾蒂安勒洛的OSM定位图

## 行政
圣艾蒂安勒洛的邮政编码为05130，INSEE市镇编码为05140。

## 政治
圣艾蒂安勒洛所属的省级选区为塔拉尔县。

## 人口

1962-2008年间圣艾蒂安勒洛人口变化图示

圣艾蒂安勒洛于2022年1月1日时的人口数量为335人。